# Martin Cleis
Martin Cleis  (* 5. April 1946 in Basel) ist ein Schweizer Bildender Künstler und Kunstpädagoge. 

## Leben und Werk
Martin Cleis wuchs in Sissach auf. Ab 1962 besuchte er die Mittelschule in Wettingen und liess sich zum Primarlehrer ausbilden. 1966 bis 1970 studierte Cleis an der Kunstgewerbeschule Basel u. a. bei Lenz Klotz, Gustav Stettler, Max Sulzbachner, Theo Eble, Johannes Burla und schloss das Studium mit dem Diplom als Zeichen- und Werklehrer ab. Als solcher unterrichtete er am Lehrerseminar in Aarau, bis er sich im Frühling 1973 entschied als freischaffender Künstler tätig zu sein, ein Entscheid, dem er bis zum heutigen Tag treu blieb. Cleis lebte einige Monate in einer Künstlergemeinschaft in New York City, wo er sich mit Konzeptkunst, Druckgrafik und Fotografie auseinandersetzte. 
Anschliessend bereiste er Mexiko und San Francisco. 1978 war Cleis Stipendiat für das Künstleratelier des Kantons Basel-Stadt in der Cité des Arts in Paris. Es folgten Einzel- und Gruppenausstellungen und Aufträge für Kunst am Bau. 1980 gewann er den ersten eingeladenen Wettbewerb der Stadt Basel und kreierte 11 grosse bemalte Tücher für die drei Kellergewölbe des Volkshauses Basel. 1981 schuf Cleis das grosse Wandgemälde «Alma Mater» in einem der Eingänge zur neuen Universität Zürich Irchel. 1984 gestaltet er im Verwaltungsgebäude Uetlihof der SKA Zurich ein ganzes Stockwerk mit vier Gruppen skulpturaler Malereien.
1981 bis 1987 lebte und arbeitete Cleis in Barcelona. In dieser Zeit (1984) kuratierte er die Ausstellung «Enyor i Passió / Añoranza y Passión - Aspekte aktueller Schweizer Malerei» in der Fundació Joan Miró, an welcher er auch selber mit Werken beteiligt war. Diese Ausstellung konnte anschliessend in Lissabon in der Fundação Calouste Gulbenkian und danach mit erweiterter Künstlerschaft und dem Titel «CONSTELLATIONS, Aspekte zeitgenössischer Schweizer Kunst» 1986 auch im Hara Museum of Contemporary Art, Tokyo, im Taipei Fine Arts Museum, Taipei, Taiwan, im Museum of Art, University of Arizona, Tucson, USA und 1987 in der Kunsthalle Basel gezeigt werden. 1986 schuf er in Zusammenarbeit mit dem Töpfer Jordi Aguadé ein Keramikrelief für die Eingangsfassade Schweizer Schule in Barcelona. 
Wieder in der Schweiz lebte Martin Cleis mehrere Jahre in Basel im Gundeldinger-Quartier. Ab 1989 lebte und arbeitete er in seiner Loft in Arlesheim, wo er zusammen mit Gleichgesinnten sein eigentliches Lebenswerk mit der Projektierung und dem Bau eines mit acht Lofts ausgestatteten Atelierhauses im Industriegebiet «Widen» realisierte. 2016 brach er dort die Zelte ab und zog, auf den Spuren seiner Wiesentaler Vorfahren in ein neues Wohn-Atelier in Weil am Rhein. Cleis ist Mitglied des Kunstvereins Weil am Rhein und des Vereins Bildende Kunst Lörrach.
Nebst verschiedenen Förderpreisen und Artist in Residence-Stipendien erhielt Cleis 1983, 1985 und 1987 Werkbeiträge des Kunstkredits Basel-Stadt. Seine Werke werden in verschiedenen in- und ausländischen Galerien und Kunsthäusern ausgestellt und sind in öffentlichen und privaten Sammlungen.